# Comuna Iakîmivka, Mala Vîska
Iakîmivka (în ucraineană Якимівка) este o comună în raionul Mala Vîska, regiunea Kirovohrad, Ucraina, formată din satele Andriivka, Dorofiivka, Iakîmivka (reședința), Mejove, Mîropil, Novostanivka și Vînohradne.

## Demografie
Componența lingvistică a comunei Iakîmivka
     Ucraineană (94,1%)
     Română (3,7%)
     Rusă (2,19%)
Conform recensământului din 2001, majoritatea populației comunei Iakîmivka era vorbitoare de ucraineană (94,1%), existând în minoritate și vorbitori de română (3,7%) și rusă (2,19%).